# Nairi
Nairi (en armenio: Նայիրի en TAO o Նաիրի en RAO, conocida también como Nahri, Nari o Nihriya) es el nombre en acadio de una confederación de tribus pre-arménica de habla Hurriana que habitaba el Altiplano Armenio  en una región cercana al lago Van, entre lo que hoy son las provincias turcas de Hakkâri y Tunceli. Esta palabra también es usada para describir los restos de tribus que habitaron esa zona de procedencia étnica desconocida.
Se sabe muy poco de su cultura, aunque se especula que podría haber sido parecida a la de sus vecinos, los reinos de los hurritas y de Urartu. Mencionada por primera vez en documentos asirios del siglo xiii a. C., fue escenario de la batalla de Nihriya, que enfrentó al imperio hitita con Asiria por los restos de Mitanni.
Algunas tribus nairi podrían haber sido parcial o totalmente hablantes de proto-armenio, y existen estudios que vinculan esta cultura con la etnogénesis del pueblo armenio. Desde que a finales del siglo XIX surge el nacionalismo en el Imperio Otomano, se fue convirtiendo en sinónimo de Armenia para muchos armenios, que empezaron a ver a los pueblos Nairi como sus ancestros.